# ǂKxʼauǁʼein
ǂKxʼaoǁʼae o Gobabi ǃKung (Gobabis-ǃXû), es un dialecto oriental del juǀʼhoan, hablado en Botsuana (los asentamientos de Groote Laagte, East Hanahai, Kanagas y Ghanzi en el distrito de Ghanzi y en las granjas comerciales) y en Namibia (la ciudad de Gobabis y los asentamientos a lo largo de la carretera C22 hacia Otjinene hasta Eiseb, región de Omaheke) por unas 7.000 personas. En Botsuana, la mayoría de los hablantes son bilingües de naro o de Setsuana.[cita requerida]
Hay varias grafías del nombre, incluidas ǁAuǁei, ǁXʼauǁʼe y Auen.  Los endónimos son "Juǀʼhoan(si), ǃXun" en Namibia y "ǂXʼaoǁʼaen" (predominantemente en Botsuana), que significa "gente del norte" en Naro.  También se les conoce como Gobabis ǃKung y Kaukau (que pueden tomar prefijos de clases de sustantivos en inglés para dar Mokaukau para una persona, Bakaukau para el grupo y Sekaukau para el idioma).
En Namibia, ǂKxʼaoǁʼae tiende a referirse literalmente a los hablantes de ǃXuun al norte en el área de la Franja de Caprivi. Con la excepción de algunos rasgos culturales, los hablantes de ǂKxʼaoǁʼae y los de juǀʼhoan tanto en Botsuana como en Namibia argumentan que son el mismo pueblo, que hablan un idioma, con algunos atributos dialectales.
Los caracteres no latinos utilizados por el idioma se refieren predominantemente a los clicks y siguen la ortografía de Patrick Dickens para Juǀʼhoan.
Los datos limitados sobre estos dialectos están mal transcritos, pero en 2015 se está realizando trabajo de campo.

## Otras lecturas
- Pratchett, Lee (2012) "A synchronic and historical analysis of devoicing in complex click clusters." Paper presented at Linguistisches Kolloquium, Berlin.
- Pratchett, Lee (2014) "Towards an analysis of tense, aspect and modality in ǂKxʼaoǁʼae." Paper presented at Linguistisches Kolloquium, Berlin.